# Ackerhof 2

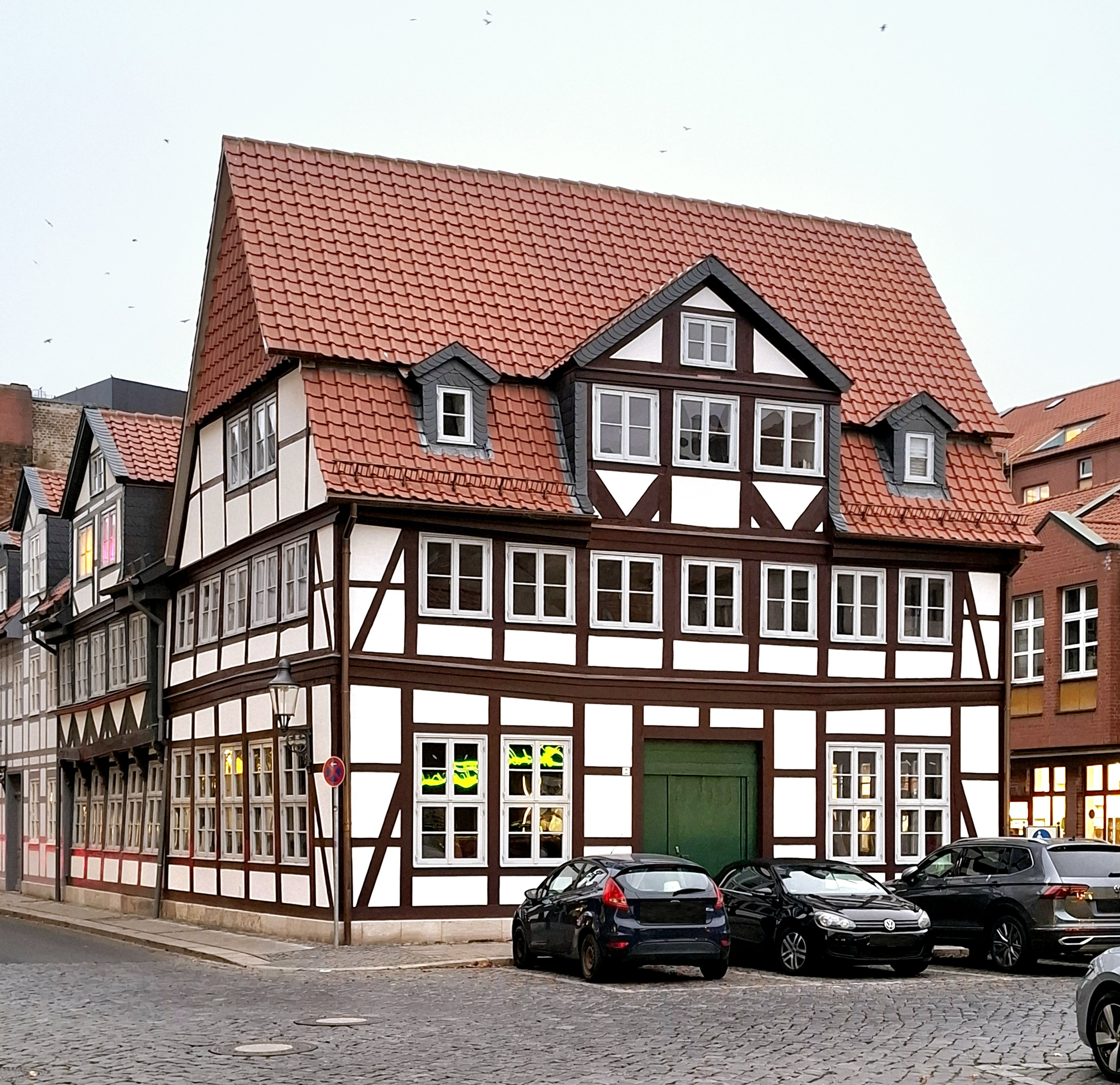
Das Ensemble Ackerhof 2/Ölschlägern im November 2024, nach fast abgeschlossener, mehrjähriger Generalsanierung.

Der Ackerhof 2 (Assekuranznummer 2286) ist ein Fachwerkhaus im Magniviertel von Braunschweig und trägt auf einem schmucklosen Balken auf der Nordseite die Jahresangabe „Anno d[omi]ni m cccc xxxii“ (1432), was es zum ältesten durch eine Bauinschrift datierten Fachwerkgebäude der Stadt macht. Aufgrund eingehender bauhistorischer Untersuchungen kam der Bauhistoriker Elmar Arnhold 2004 in seinem Gutachten zu der Vermutung, es könne sich sogar um das älteste durch eine Inschrift datierte Fachwerkhaus Deutschlands handeln.

## Geschichte

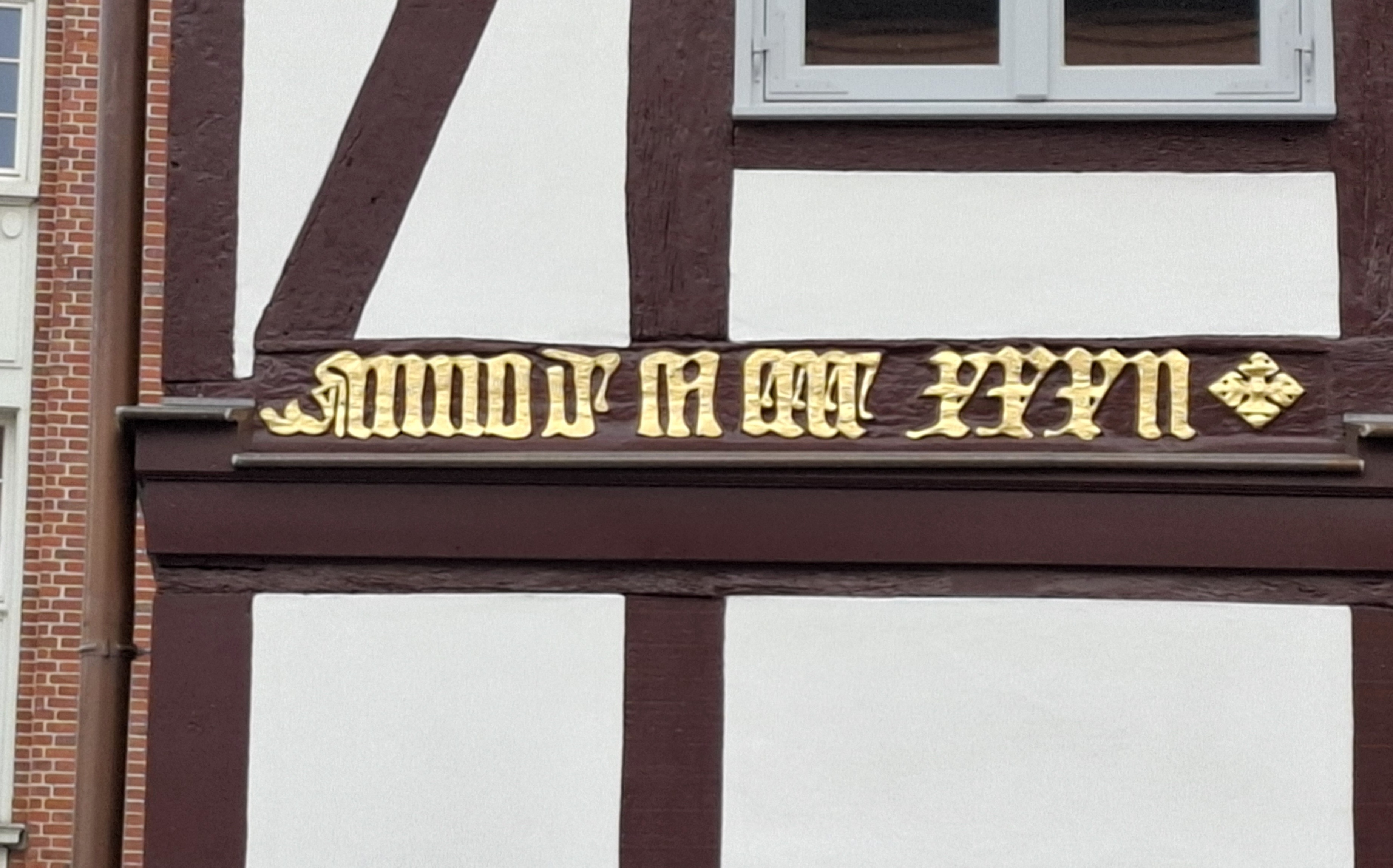
Restaurierte lateinische Jahresangabe „Anno d[omi]ni m cccc xxxii“ (Im Jahre des Herrn 1432)

Die Traufseite des Fachwerkbaus ist der Westseite des Ackerhofes zugewandt, einem kleinen Platz im Magniviertel, der im Spätmittelalter eine wichtige Verteilerfunktion für die Verkehrs- und Handelsströme in der Stadt hatte.
Im Häuserbuch der Stadt Braunschweig ist für 1432 verzeichnet, dass es sich um „Borchard Smedes hus“ handele. Der Name des Eigentümers lässt vermuten, dass sich im Haus eine Schmiede befand. Im Laufe der Jahrhunderte wurde das ursprünglich nicht unterkellerte Gebäude baulich stark verändert: Seit 1872 wechselten sich im Erdgeschoss unterschiedliche Ladengeschäfte ab; seit einigen Jahrzehnten wird in diesem eine Zoohandlung betrieben.
Auf der Nordseite befindet sich die mittlerweile stark beschädigte und in jüngerer Vergangenheit fehlerhaft übermalte sowie teilweise durch ein Regenrohr verdeckte Jahresangabe 1432. In Braunschweig sind Hausinschriften erstmals für das Jahr 1432 eben an diesem Gebäude nachgewiesen, darüber hinaus aus dem Jahre 1435 für das Haus „An der Alten Waage“ 2 und für 1444 für das Gebäude „Güldenstraße“ 2. Das älteste noch erhaltene, aber nicht durch eine Bauinschrift datierte Fachwerkhaus Braunschweigs ist das Gebäude „Spohrplatz“ 7, das Spohrhaus, das Geburtshaus des Musikers Louis Spohr. Sein Gebäudekern stammt aus dem Jahre 1356/57.
Heute umfasst das Gebäudeensemble „Ackerhof 2“, inklusive des Vorderhauses, insgesamt sechs verschiedene Baueinheiten, die mit ihren Fassaden zum einen auf die Straße Ölschlägern, zum anderen auf die Langedammstraße weisen. Im Einzelnen sind dies die Gebäude Ölschlägern 9 und 10 sowie Langedammstraße 11, 12 und 13. Sie stammen von 1517, 1645, 1647, 1740 sowie aus dem 19. Jahrhundert und bilden einen exemplarischen Querschnitt durch die Fachwerkarchitektur der vergangenen 600 Jahre in der Stadt.
Eine im Jahr 2004 vorgenommene umfangreiche bauhistorische Untersuchung des Ensembles ergab, dass das Gebäude in seinem heutigen Zustand zwar stark verändert ist, in seiner baulichen Kernsubstanz jedoch tatsächlich aus dem Jahr 1432 stammt. Unter anderem wurde dazu das verbaute Holz zur Altersbestimmung dendrochronologisch untersucht.

### Architektur

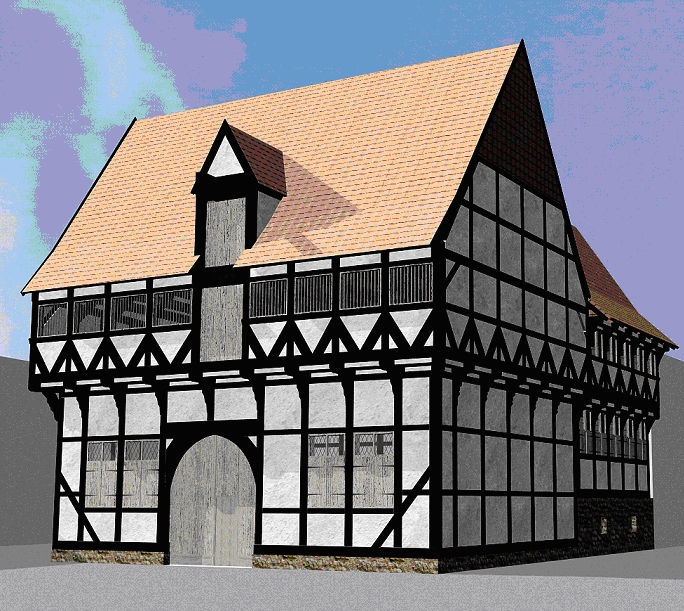
Vermuteter baulicher Zustand von Vorderhaus und Anbau Langedammstraße um 1432 (Rekonstruktionsversuch auf Grundlage der bauhistorischen Untersuchungsergebnisse von 2004).

Um 1905: Im Erdgeschoss befinden sich zwei Ladengeschäfte. Der ursprüngliche Gebäudeeingang befindet sich noch immer mittig in der Ostfassade.

Wie bei Braunschweiger Fachwerkbauten üblich, ist das nahezu quadratische, zweigeschossige Haus mit der etwa elf Meter langen Traufseite zur Straße hin, in diesem Fall zum Ackerhof, ausgerichtet. Die an das nächste Gebäude angrenzende Langseite misst ca. 12,5 m. Die Giebelseiten messen jeweils etwa acht Meter. Traufseitig sieht man zehn Ständerachsen bzw. neun Gefache, auf den Giebelseiten sieben Ständerachsen mit Abständen von ca. 1,2 m bis 1,4 m. Das Obergeschoss mit seinen den Geschossboden bildenden, in ost-westlicher Richtung verlaufenden und rund 30 cm dicken Eichenbalken kragt um 50 cm über das Erdgeschoss hinaus auf den Ackerhof. Dieses auskragende Obergeschoss diente mit hoher Wahrscheinlichkeit als Speicher. Die dazugehörigen Seilzugwinden, Warenaufzüge sowie Ladeluken sind heute nicht mehr vorhanden, konnten jedoch rekonstruiert werden (s. dazu den abgebildeten Rekonstruktionsversuch für das Jahr 1432). Das wohl aus dem 17., evtl. auch schon aus dem 16. Jahrhundert stammende Zwerchhaus weist mit der Front ebenfalls auf den Ackerhof.
Bei einem Brand im Jahre 1774 wurde das Haus schwer beschädigt, blieb aber in seiner baulichen Kernstruktur erhalten. Dachkonstruktion, Balkenlage und Teile der Rückwand und Südseite sind nach Arnhold spätmittelalterlicher Originalbestand. Die Rückwand, die aufgrund später errichteter Anschlussbauten heute nicht mehr frei sichtbar ist, wurde in Ständerbauweise ausgeführt, während beide Giebelseiten sowie die Seite zum Ackerhof in Stockwerkbauweise errichtet sind.
Baupläne aus dem Jahre 1872 zeigen noch die alte barocke Ostfassade des Hauses, bevor dieses im selben Jahr im Erdgeschoss umgebaut wurde, um Platz für ein erstes Ladenlokal (eine Schlachterei) im südlichen Teil zu schaffen. Bei diesem Umbau wurde gleichzeitig das Geschoss angehoben, damit es mit einem Keller mit Preußischer Kappendecke unterkellert werden konnte. Im Zuge dieser Veränderungen wurden auch die angrenzenden Gebäude auf dasselbe Niveau angehoben und ebenfalls unterkellert. Der ursprüngliche Gebäudeeingang, der sich mittig auf der Seite zum Ackerhof befand, blieb zunächst erhalten. Der Laden hatte drei Schaufenster. 1882 wurde auch die Nordhälfte der Ostfassade zu einem Ladengeschäft umgebaut, wobei die Gestaltung, inkl. der Fenster, an jene des ersten Geschäftes angepasst wurde. Im Jahre 1900 wurde das südliche Ladengeschäft umgestaltet, indem aus den drei Einzelfenstern ein einziges großes Schaufenster gemacht wurde (s. Aufnahme von um 1905). Noch heute sind innen an der südlichen Gebäudewand einige der Delfter Kacheln aus der Schlachterei erhalten. Durch weitere Umbaumaßnahmen seit dem späten 19. und frühen 20. Jahrhundert sind die barocken Baustrukturen im Erdgeschoss vollkommen verschwunden. Seit 1872 wechselten sich unterschiedliche Ladengeschäfte ab. Die Aufteilung in zwei getrennte Geschäfte ist bis 1939 belegt. In einer Bauaufnahme von 1968 zeigt sich jedoch die noch heute (2012) vorhandene Situation mit nur noch einem Ladengeschäft, das aus der Zusammenlegung der zwei kleinen entstand. Wann dies genau geschah, ob in den 1950er oder 1960er Jahren, lässt sich heute nicht mehr nachvollziehen.

### Bedeutung
In ihrem 1906 erschienenen Standardwerk Die Bau- und Kunstdenkmäler der Stadt Braunschweig bezeichneten Paul Jonas Meier, damaliger Direktor des Herzoglichen Museums Braunschweig und Karl Steinacker, damaliger Leiter des Braunschweigischen Landesmuseums, das Gebäude Ackerhof 2 als Bauwerk mit der „älteste[n] erhaltenen oder wenigstens sichtbare[n] Datierung“ in Braunschweig.
Der Bauhistoriker Elmar Arnhold kam nach eingehenden Untersuchungen 2004 zu dem Urteil: „Es handelt sich meines Wissens um das älteste durch Inschrift datierte Fachwerkgebäude im norddeutschen Raum, möglicherweise sogar ganz Deutschlands.“

### Zustand 2011

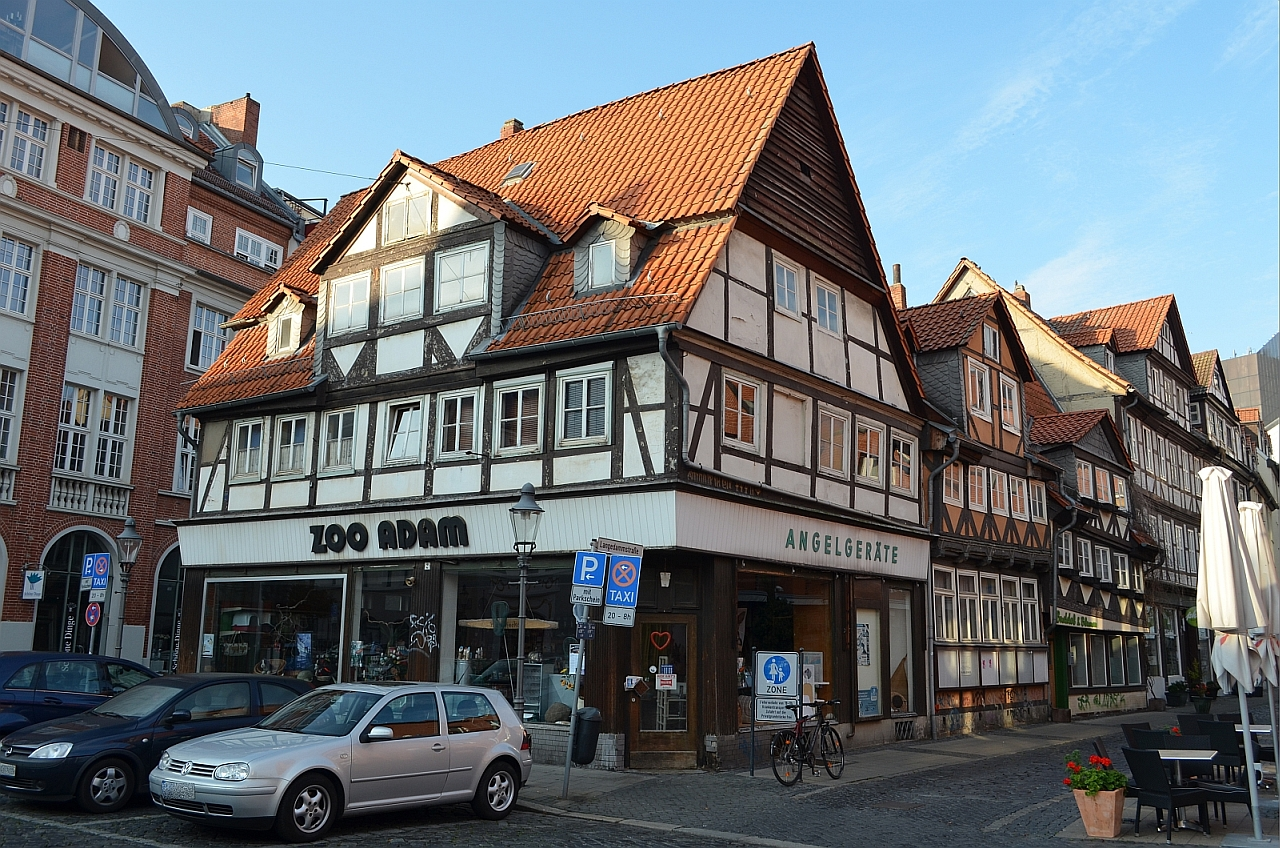
2011: Ost- und Nordseite (Langedammstraße) des Ensembles Ackerhof 2
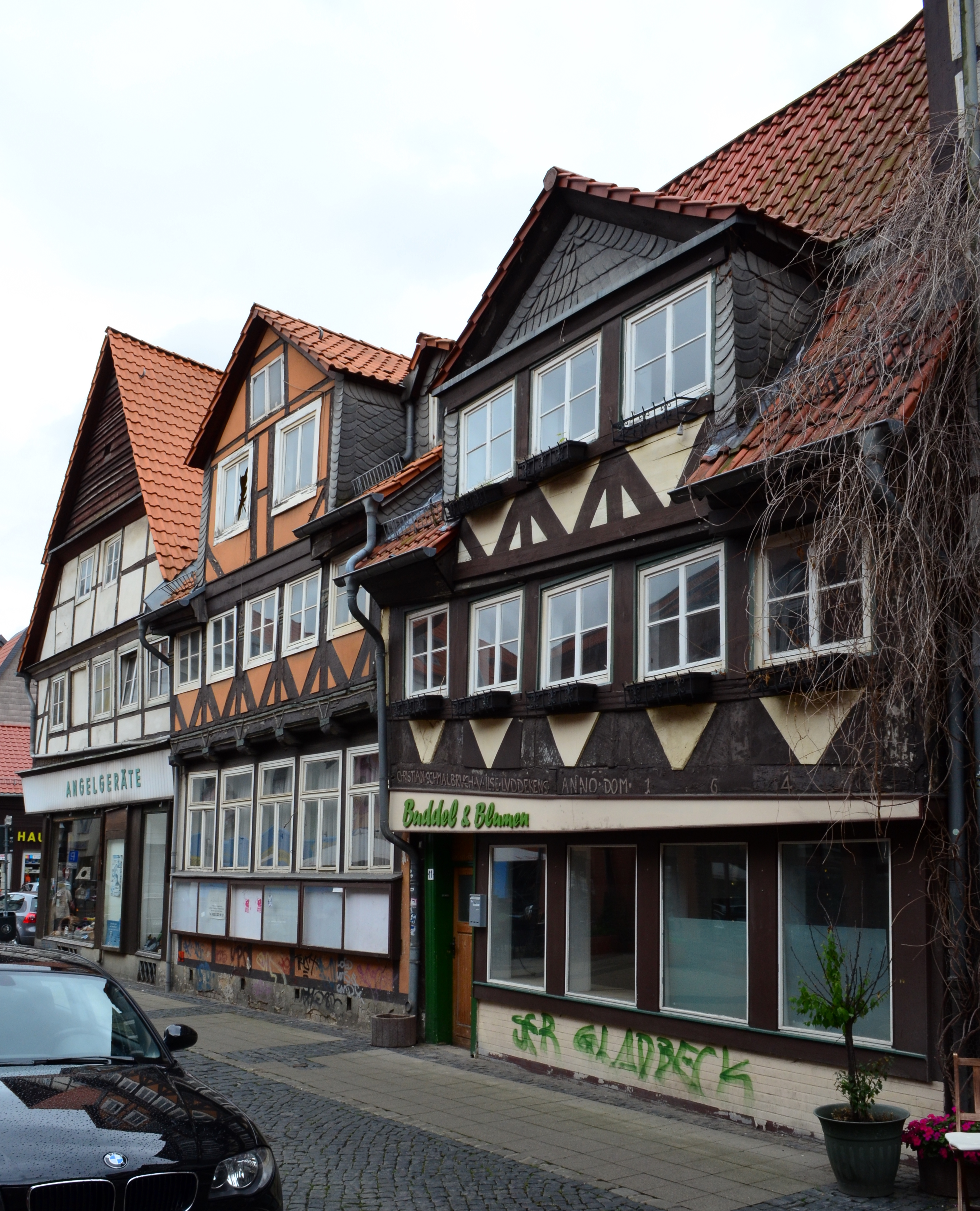
2011: Nordseite des Ensembles Ackerhof 2 (von Langedammstraße aus)
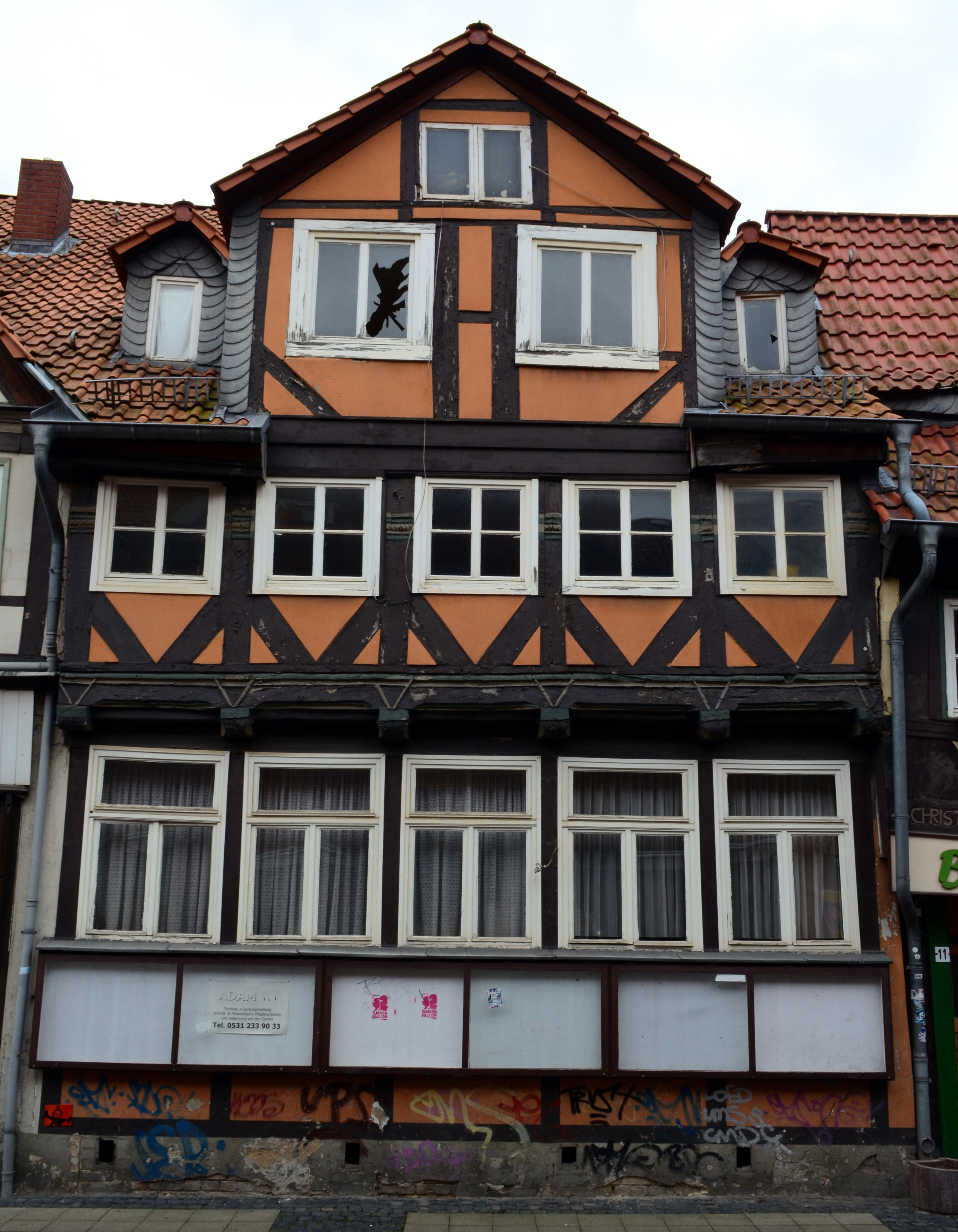
2011: Gebäude zwischen Ackerhof 2 und Langedammstraße 11
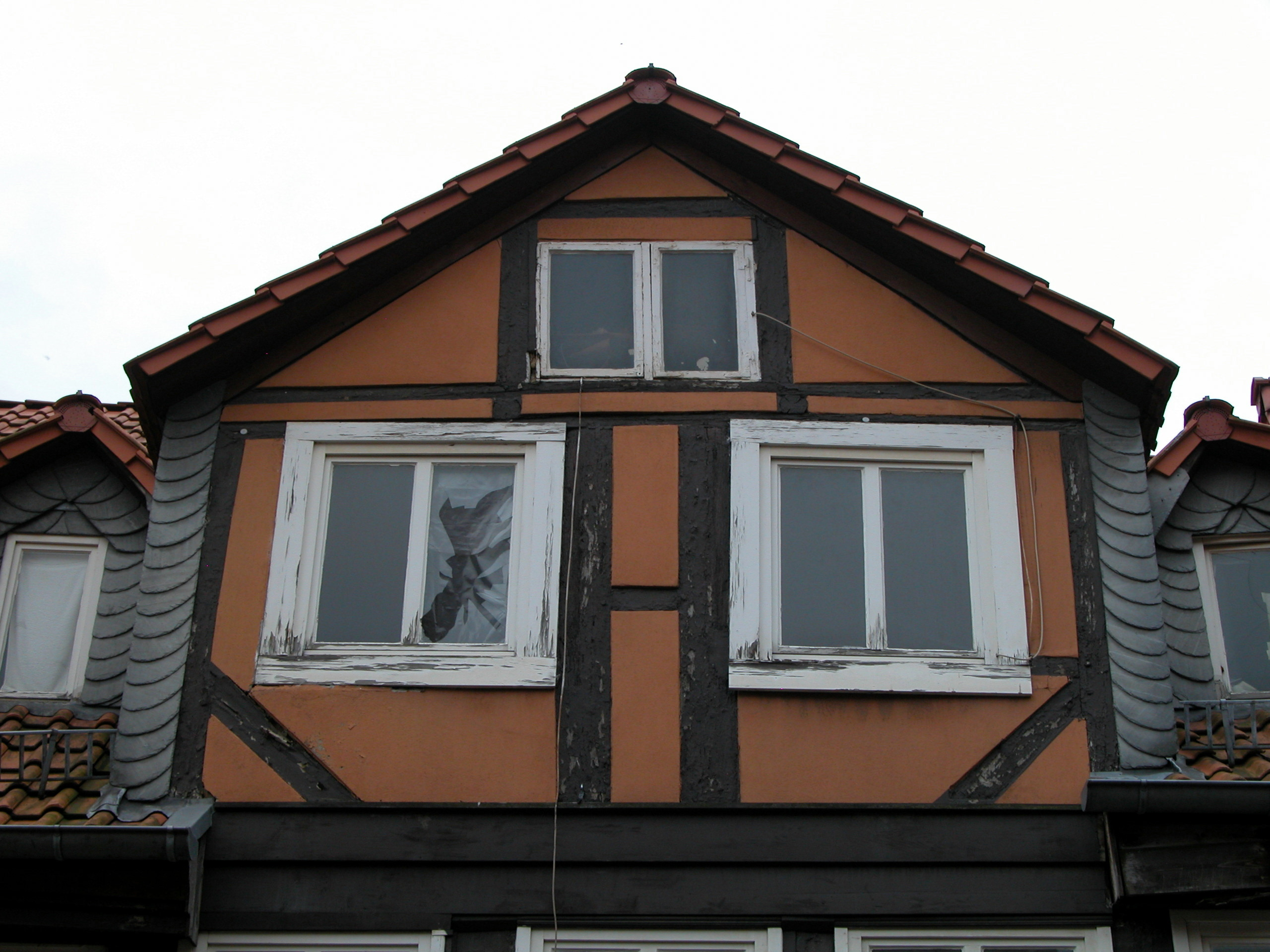
2010: Fassadendetail des Gebäudes zwischen Ackerhof 2 und Langedammstraße 11
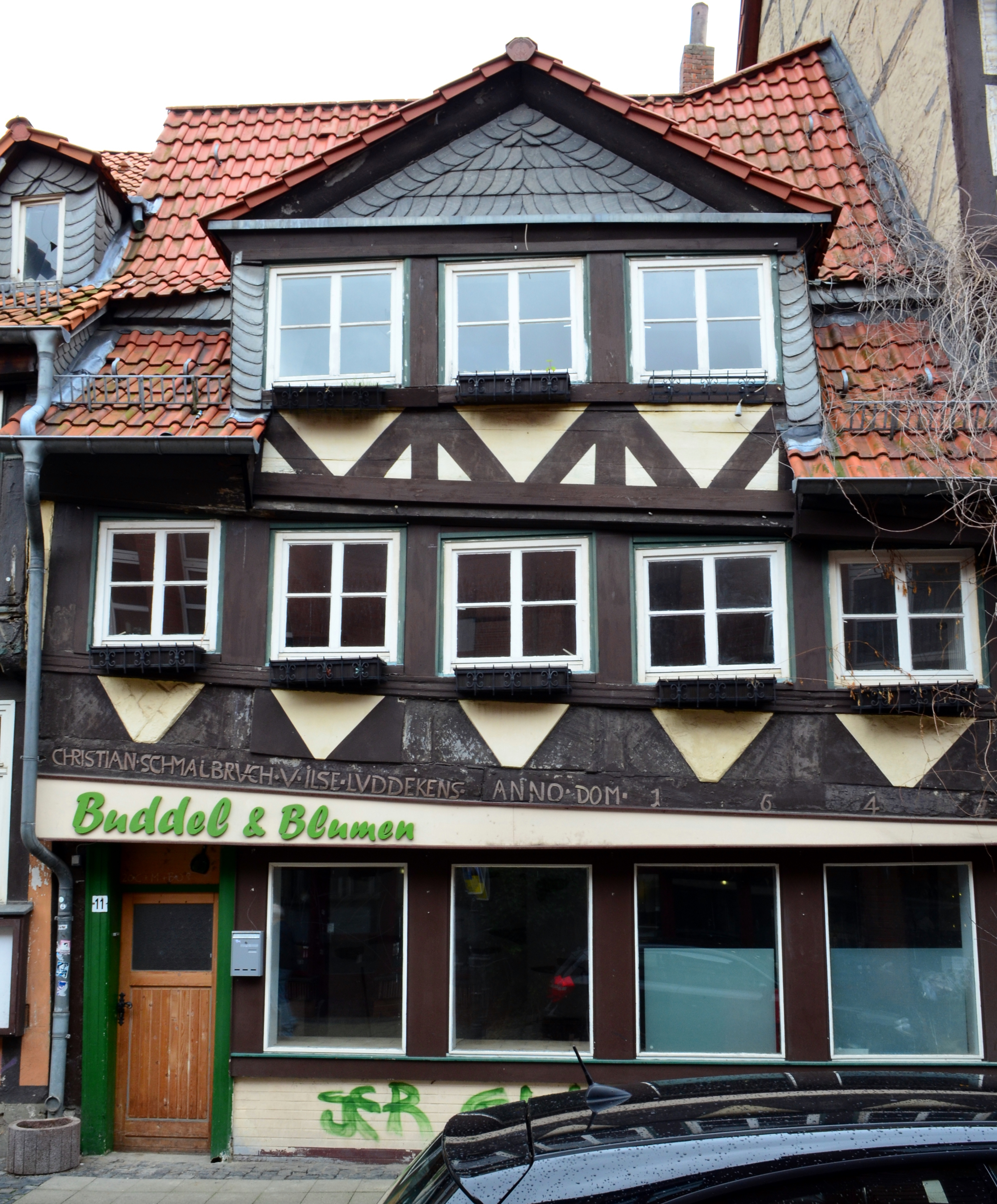
2011: Langedammstraße 11, ehemaliger Blumenladen
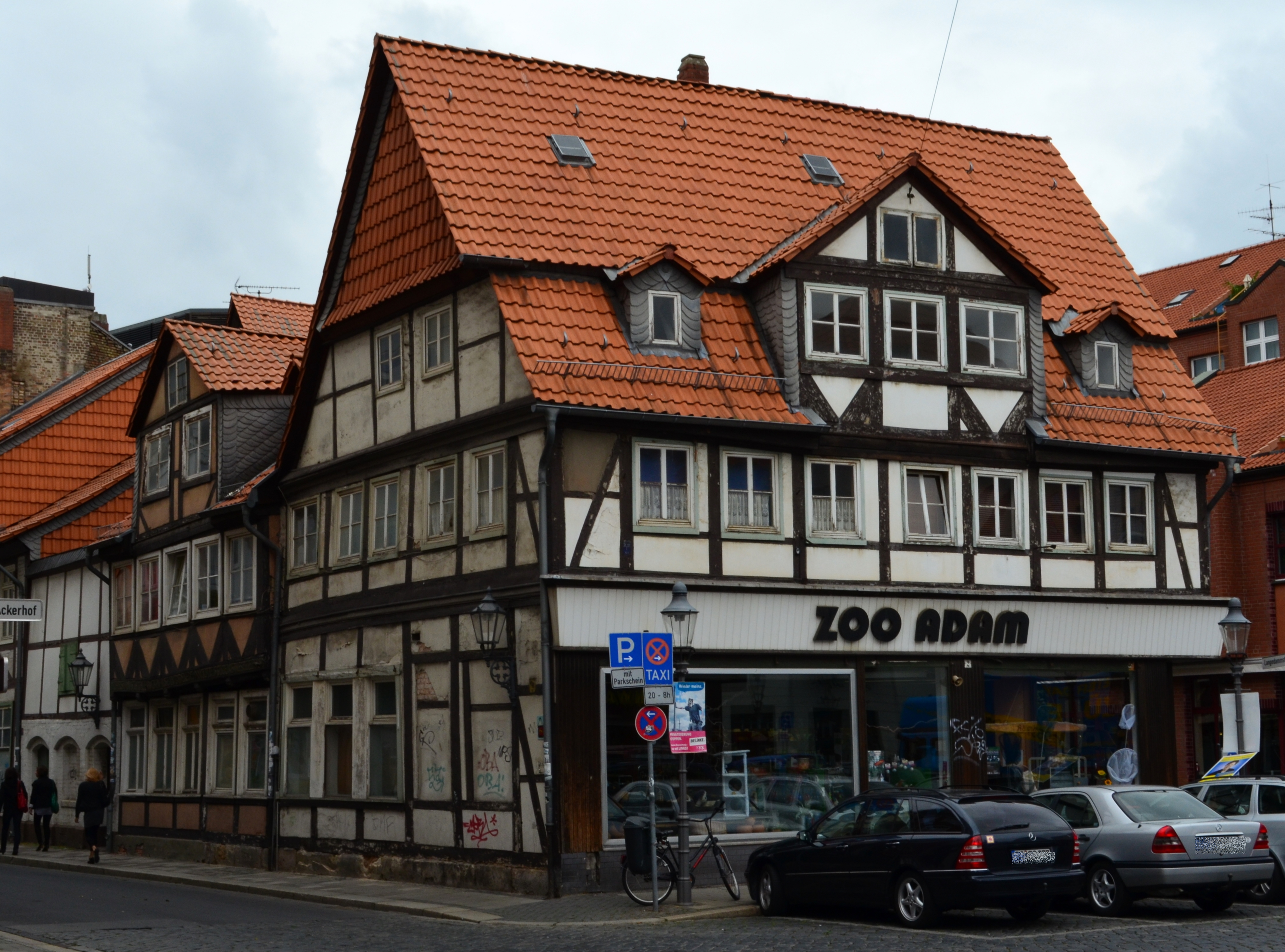
2011: Ost- und Südseite (Ölschlägern) des Ensembles Ackerhof 2
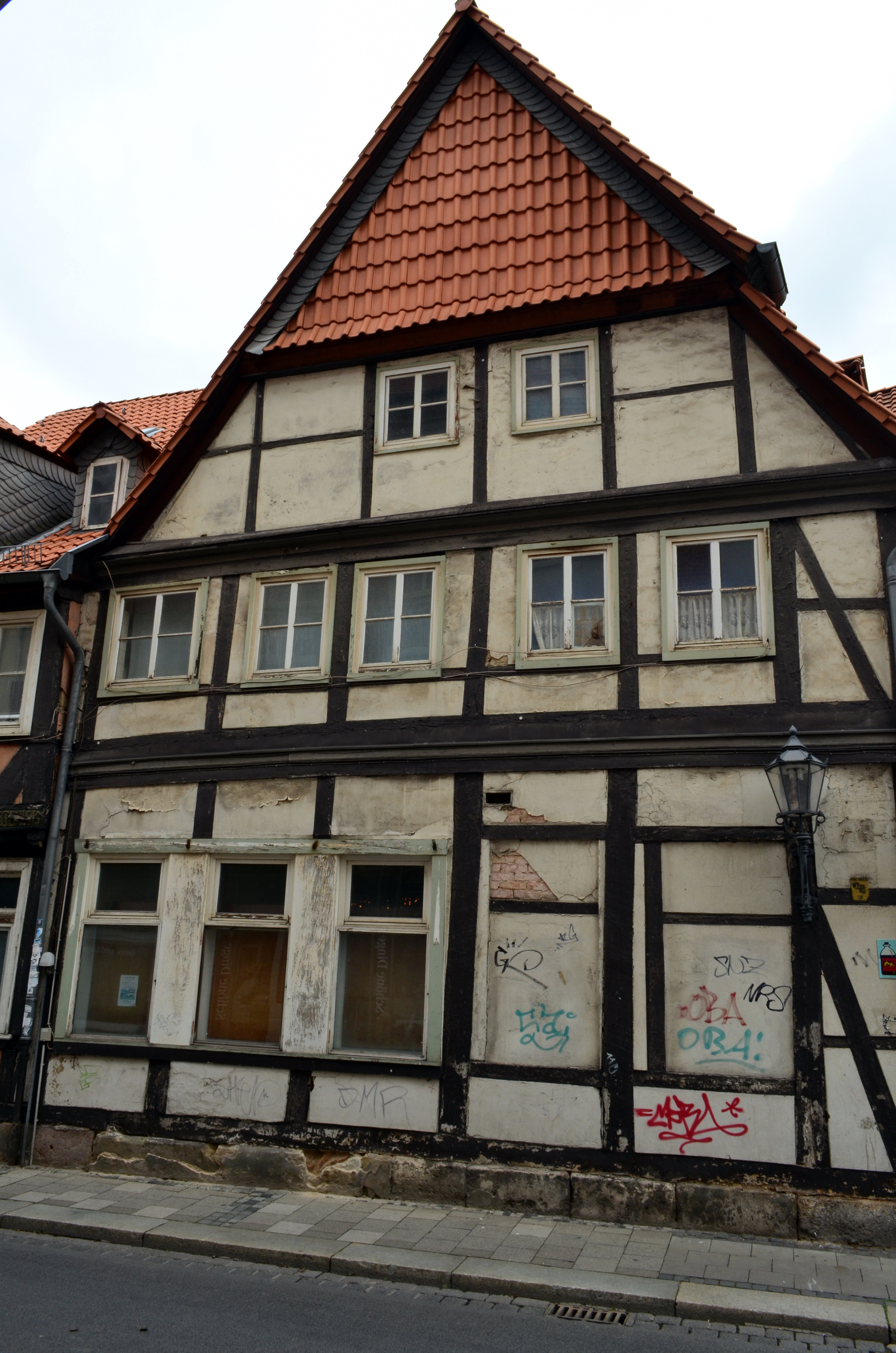
2011: Südfassade von Ackerhof 2
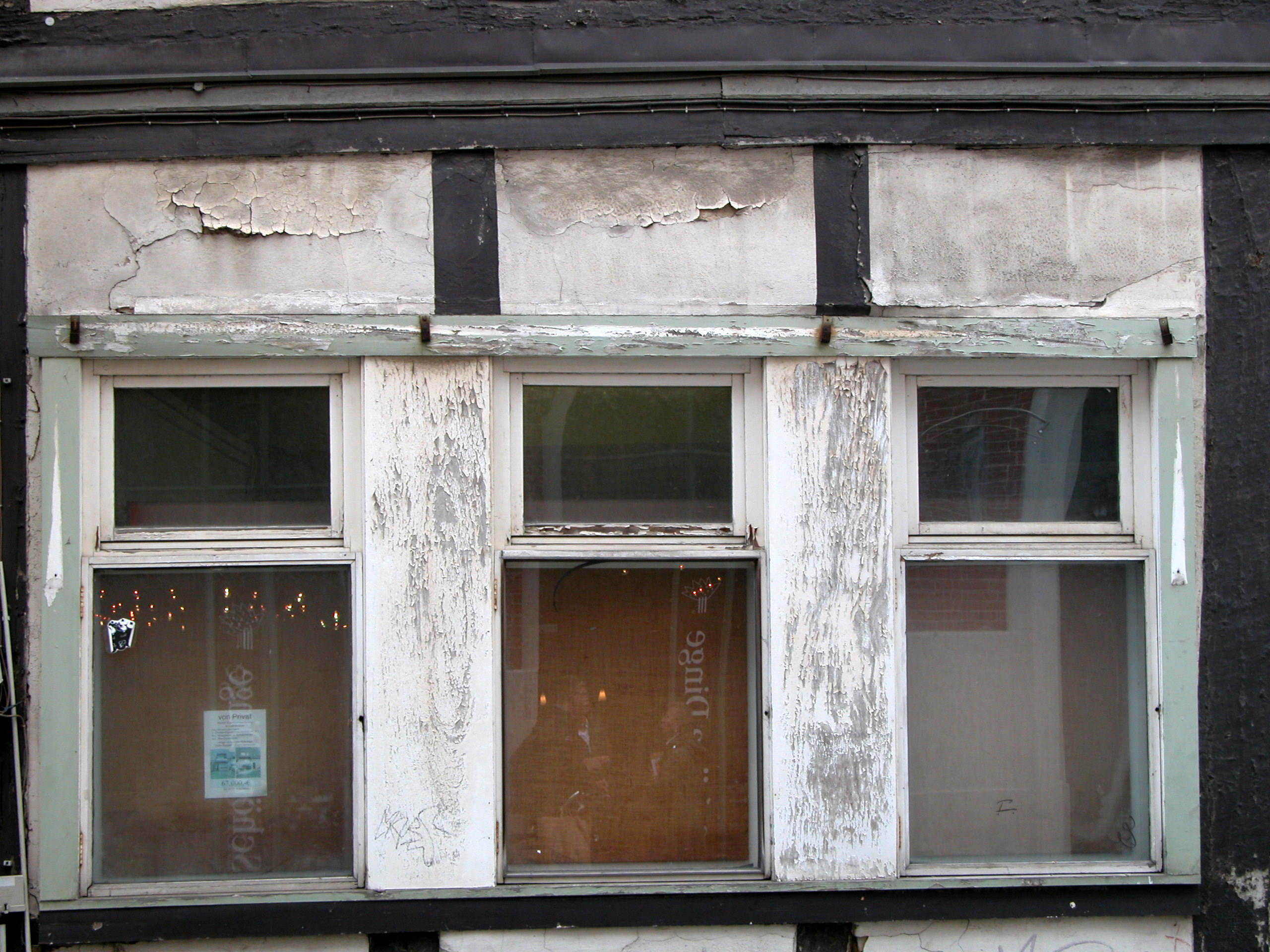
2010: Detail der Südfassade von Ackerhof 2
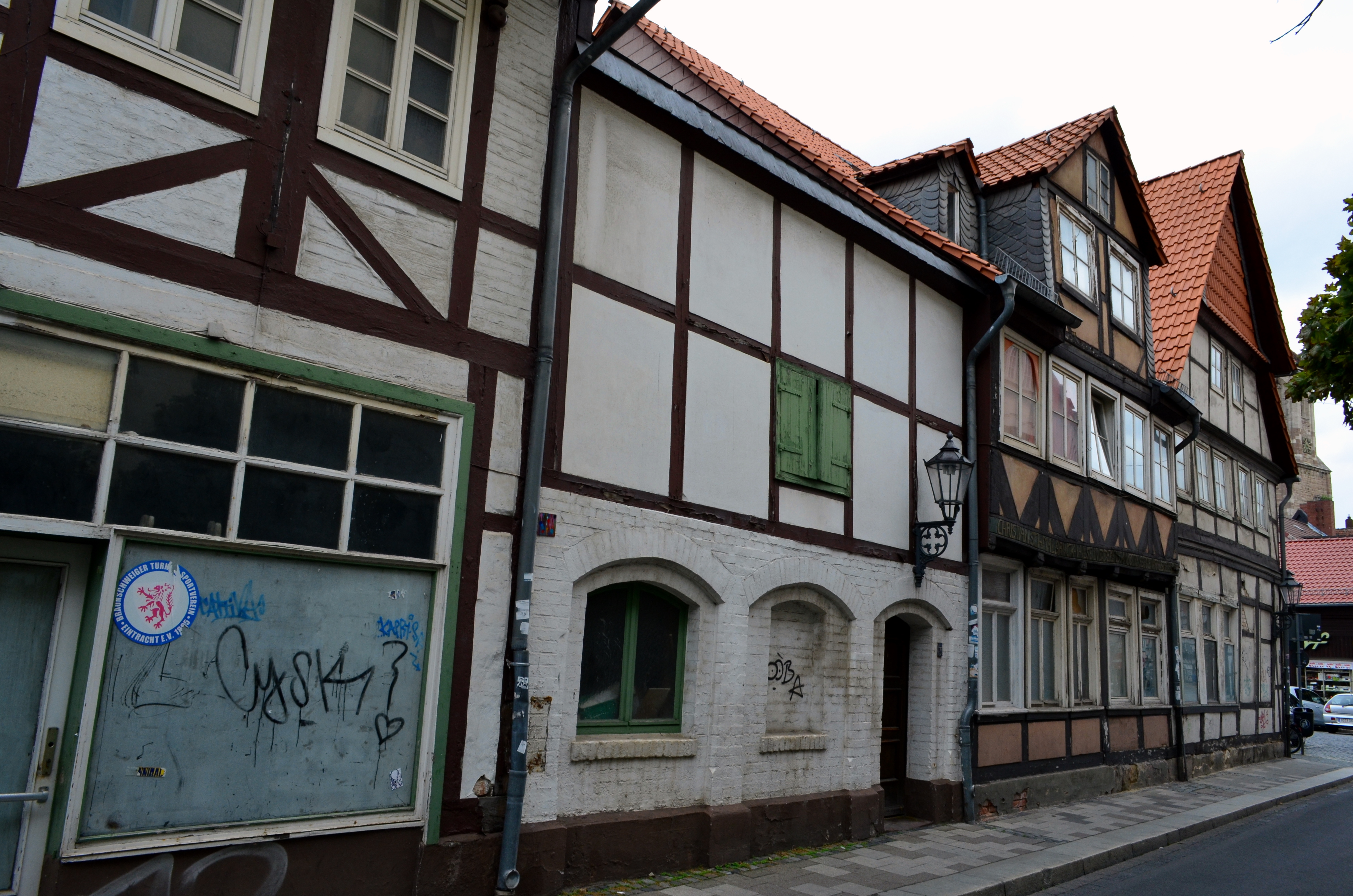
2011: Südseite (von Ölschlägern aus) des Ensembles Ackerhof 2
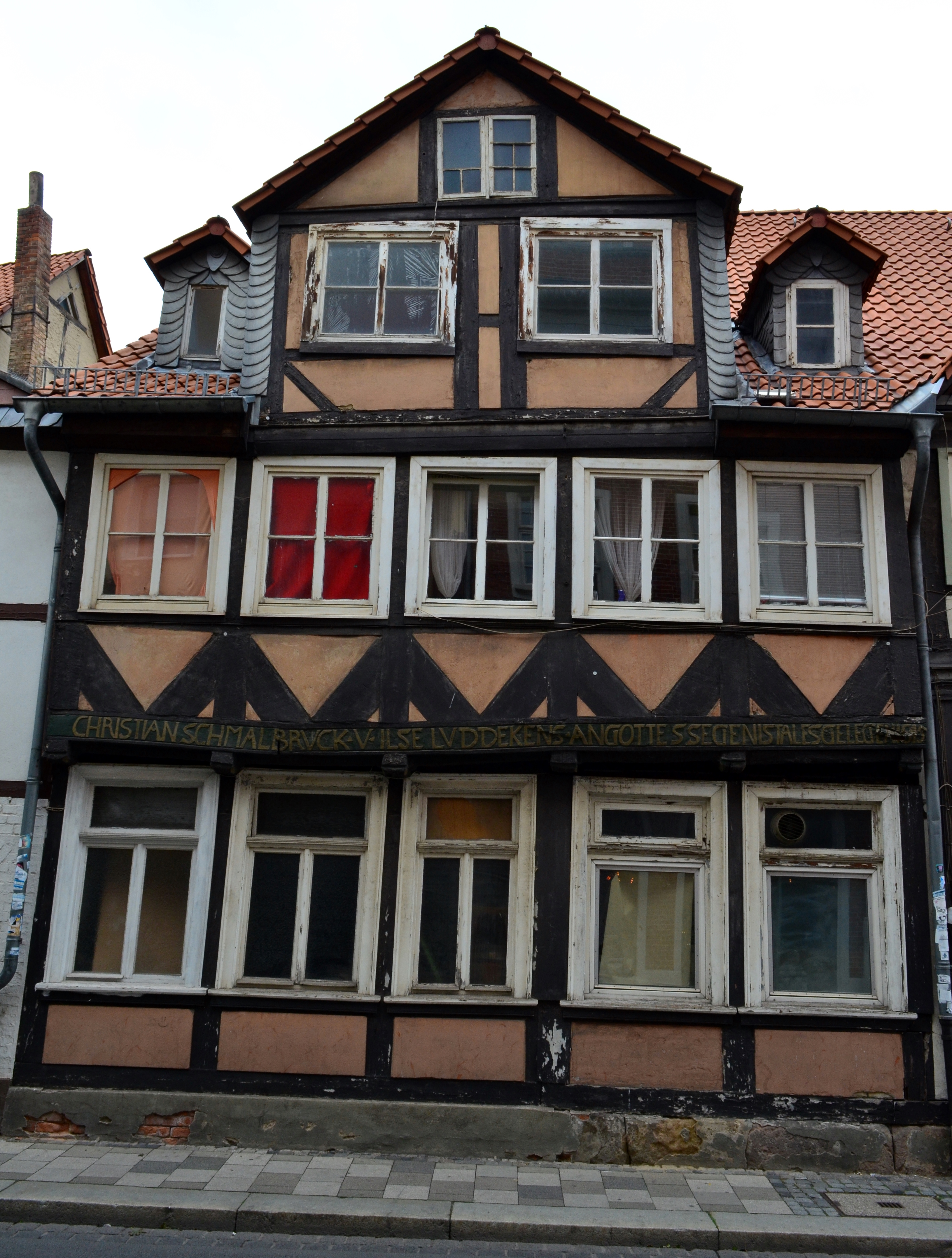
2011: Gebäude direkt neben Ackerhof 2, Ölschlägern
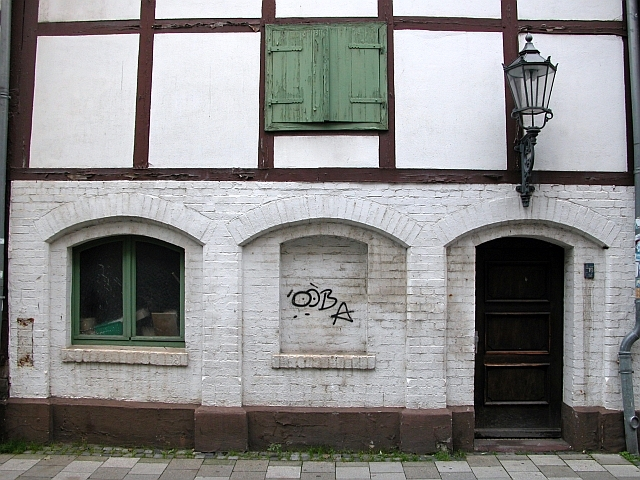
2010: Fassadendetail
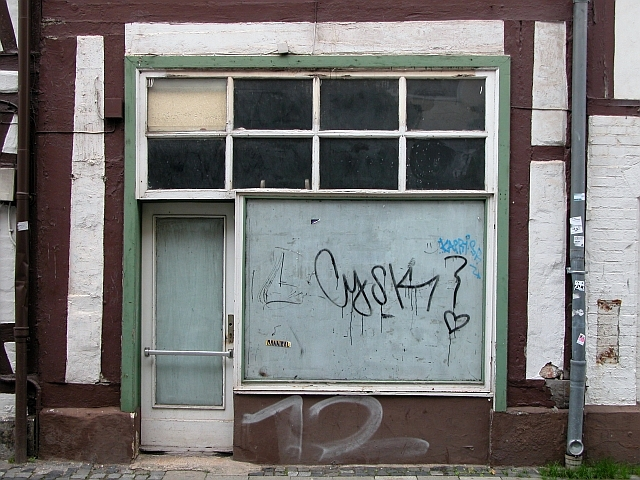
2010: Ehemaliges Schuhgeschäft

### Sanierung und Restaurierung des Ensembles Ackerhof-Ölschlägern-Langedammstraße

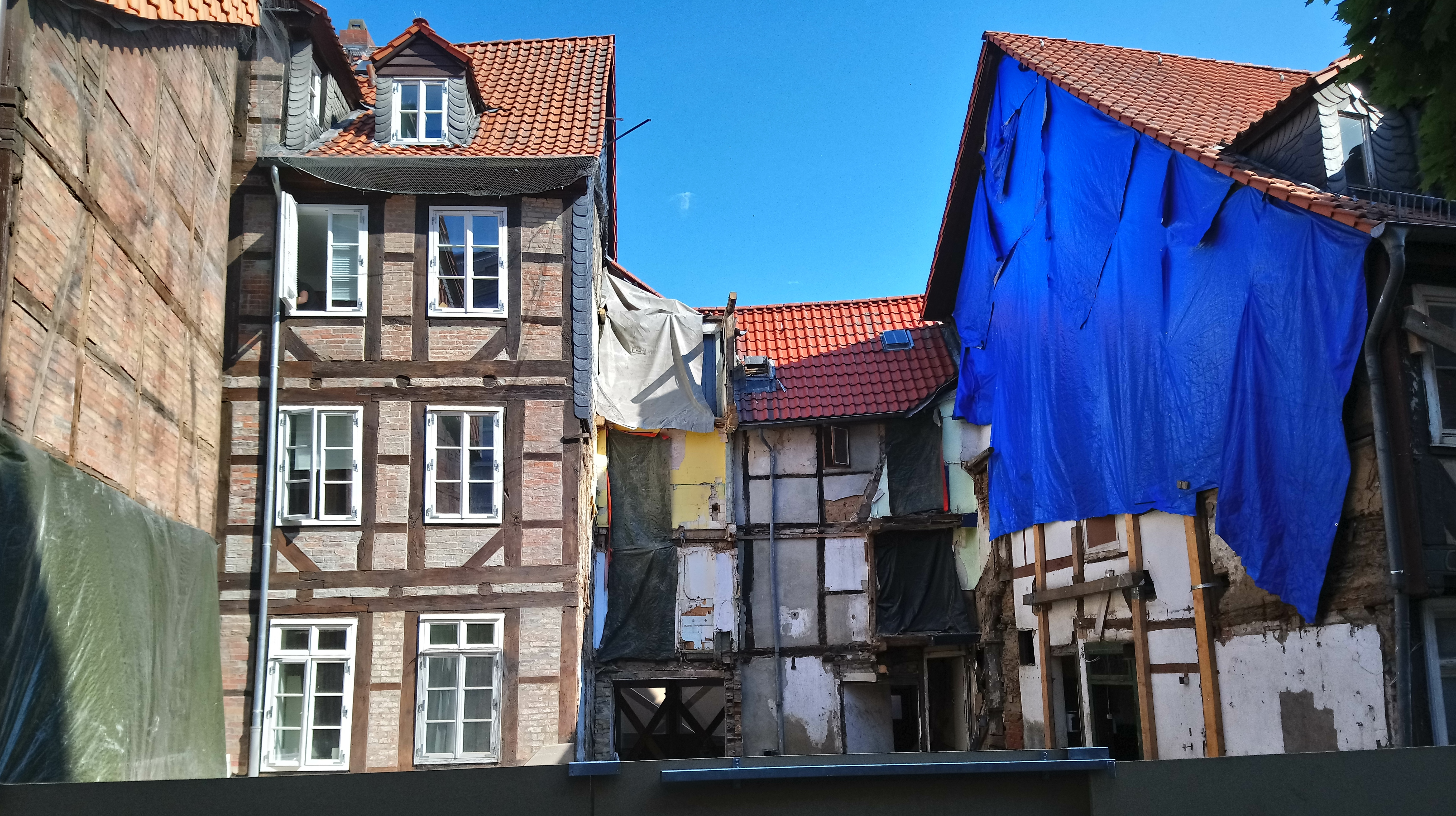
Sommer 2021: Abgeschlossene Abrissarbeiten an zwei Häusern Ölschlägern

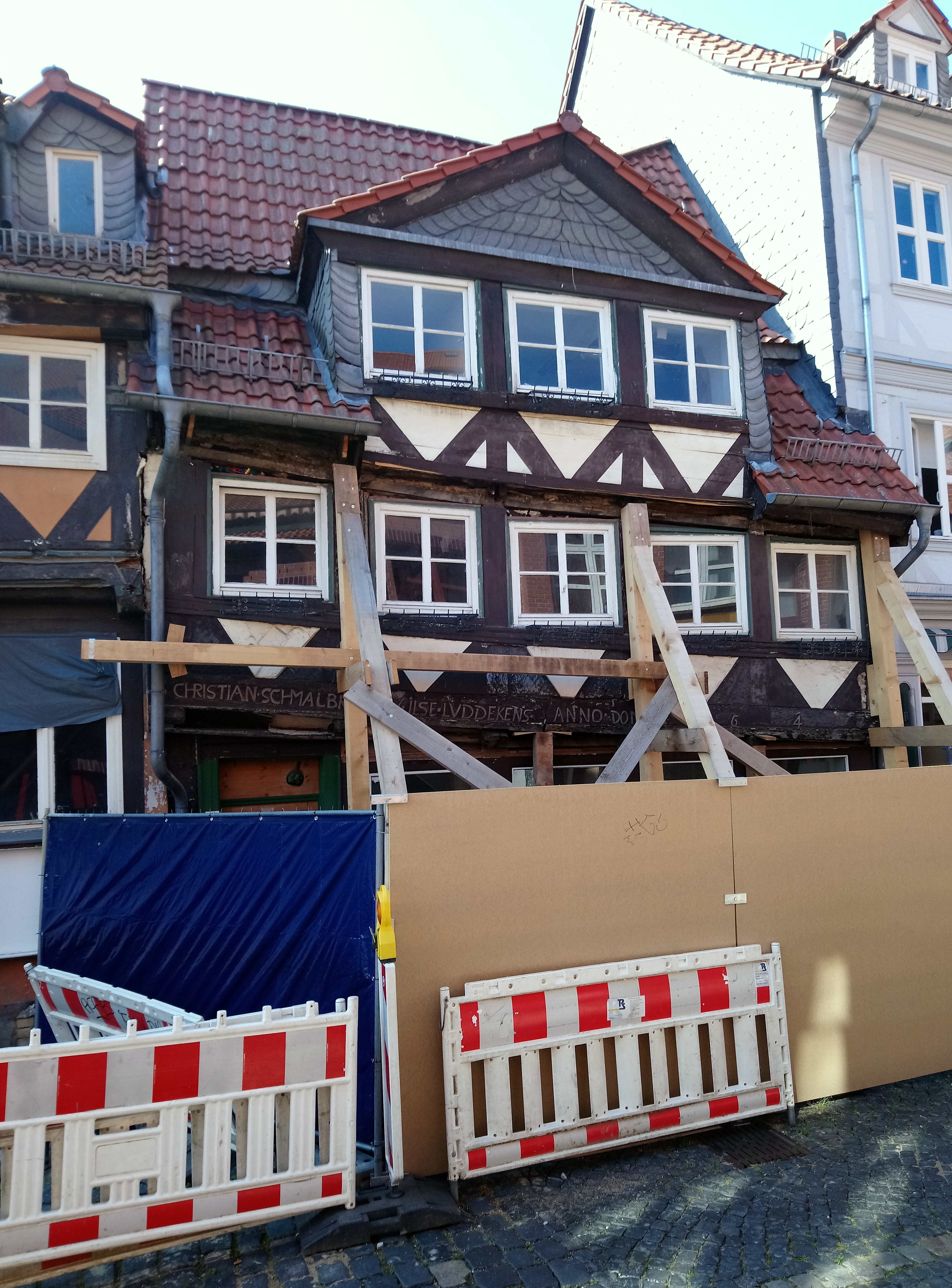
2021: Abstützmaßnahmen Langedammstraße

Nachdem der Gebäudekomplex am 27. Februar 2013 den Eigentümer gewechselt hatte, plante dieser (die Borek Immobilien GmbH & Co. KG), die Gebäude vollständig sanieren und restaurieren zu lassen, um sie anschließend einer Neunutzung (evtl. Erlebnisgastronomie und fünf Mietwohnungen) zuführen zu können. Dafür wurden Fördermittel bei der Stadt Braunschweig und beim Land Niedersachsen beantragt. Dieser Antragsprozess zog sich – u. a. Corona-bedingt – über einen Zeitraum von 2013 bis 2021 hin und wurde schließlich abgelehnt.
Nachdem das aus fünf verschiedenen Fachwerkhäusern bestehende Ensemble acht Jahre lang leer stand und der Witterung ausgesetzt war und sich dadurch immer weiter um sich greifende Schäden an der Bausubstanz zeigten, wurde 2021 schließlich damit begonnen, die Häuser zu entkernen sowie – in Abstimmung mit der Denkmalpflege – zwei Ölschlägern stehende Fachwerkhäuser aus dem 18. und 19. Jahrhundert (aber zum Komplex Ackerhof 2 gehörend), aufgrund irreparabler Schäden an der Bausubstanz, abzureißen.
Nach Abschluss von Abriss und Entkernung, begannen 2022 die Bau-, Sanierungs- und Restaurierungsmaßnahmen. Gleichzeitig wurde die durch den Abriss Ölschlägern entstandenen Baulücke durch eine Bebauung mit zum Ensemble passenden Fassaden wieder geschlossen. Im Laufe dieser Arbeiten traten zum Teil erhebliche Schäden an der historischen Bausubstanz zutage, die teilweise weder mit restauratorischen, noch sonstigen baulichen Maßnahmen behoben werden konnten. In diesem Fällen war man bemüht, adäquate bauliche Lösungen zu entwickeln, um den Ursprungscharakter zu erhalten.
Während der Arbeiten wurde eine Wandmalerei aus dem 16. Jahrhundert entdeckt und dass die außen sichtbar angebrachte Datierungsinschrift M CCCC XXX II (1432) ursprünglich auf rotem Fond mit Blattvergoldung ausgeführt worden war.
Das Ziel aller Maßnahmen ist beim Gebäude Ackerhof 2, die Wiederherstellung des bauhistorischen Zustandes in Anlehnung an den prägenden Umbau im späten 18. Jahrhundert. Das bedeutet, dass das Vorderhaus zum Ackerhof im Stile des Barock wieder hergestellt wird. Innenräume, Dach und Rückseite des Hauses werden aufgrund der umfangreichen und gut erhaltenen mittelalterlichen Bausubstanz weitestgehend in diesem Zustand erhalten. Die Fassaden der drei übrigen Häuser Langedammstraße 11 und 12 und Ölschlägern 9 und 10, die aus den Jahren 1517, 1645 und 1646 stammen, werden ihrem ursprünglichen Zustand entsprechend erhalten.
Der Bauhistoriker Elmar Arnhold, der bereits 2004 ein Baugutachten des Ensembles am Ackerhof erstellt hatte, ist an der Detailplanung beteiligt und erstellt eine baubegleitende Dokumentation der bauhistorischen Befunde. Darüber hinaus berät er Bauherren und Architekten in Abstimmung mit der Denkmalpflege und den Restauratoren.
Der Abschluss aller Arbeiten ist für 2023 geplant.